# Xã Illinois, Quận Sumner, Kansas
Xã Illinois (tiếng Anh: Illinois Township) là một xã thuộc quận Sumner, tiểu bang Kansas, Hoa Kỳ. Năm 2010, dân số của xã này là 173 người.